# Astracantha zoharyi
Astracantha zoharyi är en ärtväxtart som först beskrevs av Alexander Eig, och fick sitt nu gällande namn av Dieter Podlech. Astracantha zoharyi ingår i släktet Astracantha och familjen ärtväxter. Inga underarter finns listade i Catalogue of Life.